# Municipio de Alden (condado de St. Louis)
El municipio de Alden (en inglés: Alden Township) es un municipio ubicado en el condado de St. Louis en el estado estadounidense de Minnesota. En el año 2010 tenía una población de 213 habitantes y una densidad poblacional de 2,3 personas por km².

## Geografía
El municipio de Alden se encuentra ubicado en las coordenadas 47°5′10″N 91°52′49″O / 47.08611, -91.88028. Según la Oficina del Censo de los Estados Unidos, el municipio tiene una superficie total de 92.51 km², de la cual 92,28 km² corresponden a tierra firme y (0,24 %) 0,23 km² es agua.

## Demografía
Según el censo de 2010, había 213 personas residiendo en el municipio de Alden. La densidad de población era de 2,3 hab./km². De los 213 habitantes, el municipio de Alden estaba compuesto por el 97,65 % blancos, el 2,35 % eran amerindios. Del total de la población el 0 % eran hispanos o latinos de cualquier raza.